# Септимий Антиох
Септимий Антиох (лат. Septimius Antiochus) — римский узурпатор, предполагаемый сын Зенобии — царицы Пальмирского царства.

## Биография
В 272 году император Аврелиан захватил Пальмирское царство. В плен к римлянам попала царица Зенобия и её сын Вабаллат, в правление которого Зенобия была регентшей из-за его малолетства. Зенобия была увезена пленницей в Рим и дальнейшая её судьба доподлинно неизвестна.
Пальмирцы обратились к наместнику Месопотамии Марцеллину с целью провозгласить его императором. Марцеллин оттягивал своё решение под предлогом размышлений, давая пальмирцам двусмысленные ответы, но сообщил об этих намерениях Аврелиану. Пальмирцы под руководством Апсея восстали, перебили римской гарнизон и провозгласили императором Септимия Антиоха. 
Надпись, найденная в Пальмире, называет Антиоха сыном Зенобии, но, возможно, это преувеличение. Если это утверждение верно, то он мог быть сыном Зенобии от кого-то другого, но не от Одената. Существует версия, что на момент восстания в Пальмире, Антиоху было пять лет.
Узнав о событиях в Пальмире, Аврелиан выдвинулся с войском в сторону мятежного города. Мятеж был подавлен, а город разрушен, но император сохранил жизнь Септимию Антиоху и не стал его казнить. Дальнейшая его судьба неизвестна.